# Milionia burgersi
Milionia burgersi är en fjärilsart som beskrevs av M.Gaede 1922. Milionia burgersi ingår i släktet Milionia och familjen mätare. Inga underarter finns listade i Catalogue of Life.